# فاطمة كارابييك باربارأوسوأوغلو
فاطمة كارابييك باربارأوسوأغلو (بالتركية: Fatma Karabıyık Barbarosoğlu)‏ (ولدت في عام 1962 في مدينة أفيون) أستاذ علم الإجتماع، وقاصة، وروائية. تكتب مقالات بالعمود في جريدة يني شفق.
واصلت فاطمة كارابييك تعليمها الثانوي حتى الأعوام الأخيرة في مدينة إسطنبول. وبعد ذلك في عام 1980 تخرجت فاطمة من مدرسة أفيون الثانوية. وتخرجت فاطمة كارابييك في عام 1984 من قسم الفلسفة بكلية الآداب بجامعة إسطنبول. وأنهت الماجستير في القسم نفسه في عام 1987 وأعدت فاطمة أطروحة بعنوان «تقييم التعليم الصوفي في الفلسفة التركية – الإسلامية». أصبحت فاطمة كارابييك أستاذ لعلم الإجتماع من خلال أطروحة بعنوان «العلاقات الإبداعية – العقلية في عملية التحديث» وذلك في قسم البنية الإجتماعية والتغير الإجتماعي في كلية الإقتصاد بجامعة إسطنبول. وأصدر دار نشر إز هذه الأطروحة المشار إليها بعنوان «الإبداع والعقل» في عام 1995.
و بالإضافة إلى الدراسات الأكاديمية كانت فاطمة كارابييك تهتم أيضاً بالأدب، وألفت العديد من الكتب في الرواية، القصة، والمقالة.

## كتبها
•	معدل الرياح (2013)
•	أعدك (2012-ISBN 975-996-355-2)
•	الربع ساعة الأخيرة (2011-ISBN 975-996-303-3)
•	نساء الجمهورية المتدينات (2011 ISBN 975-996-229-6)
•	ميدان سينفوني (2008 - ISBN 978-975-263-808-2)
•	الدولة النائية لفاطمة علياء (2007 - ISBN 975-263-506-7)
•	مسرحية وكاميرا (2006 - ISBN 975-263-369-2)
•	أحلام مزدوجة (2005 - ISBN 9752631389)
•	في أي مكان (2004 - ISBN 975-362-952-4)
•	شوارع الحدائق (2003 - ISBN 975-308-516-8)
•	البحر المر (2003 دار نشر إز - ISBN 975-355-191-6)

## وصلات خارجية
- أرشيف مقالات العمود لفاطمة كارابييك باربارأوسوأوغلو بصحيفة يني شفق.

1. ↑   https://www.tccb.gov.tr/en/news/542/156036/-in-culture-and-arts-we-value-anyone-who-feels-a-sense-of-belonging-to-our-nation-and-country-. {{استشهاد ويب}}: |url= بحاجة لعنوان (مساعدة) والوسيط |title= غير موجود أو فارغ (من ويكي بيانات) (مساعدة)